# 대왕농어
대왕농어(giant sea bass)는 북태평양이 원산인 물고기이다. 학명은 스테레올레피스 기가스(Stereolepis gigas).
신장은 최대 2.5미터, 체중은 최대 255 킬로그램까지 자라는 대형 물고기이다. 그러나 그 생태와 습성에 관해서는 알려진 것이 거의 없는 불가사의한 종이며, 멸종위기종이기도 하다.

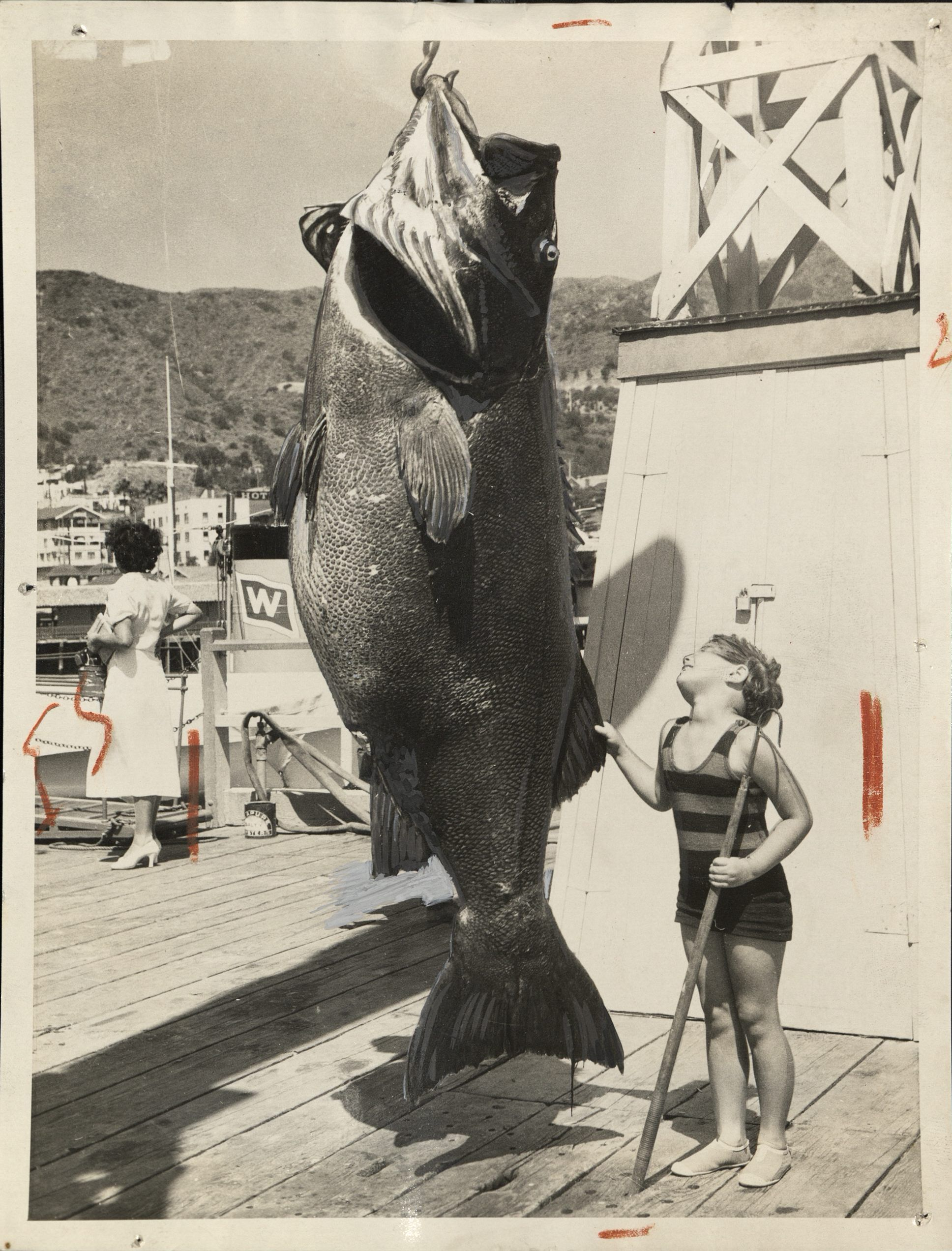